# The Learning Company
The Learning Company (kurz: TLC) war ein 1980 gegründetes, US-amerikanisches Softwareunternehmen, das auf die Herstellung von Lernsoftware spezialisiert war. Es galt zeitweise als weltweit zweitgrößter Anbieter von Anwendungssoftware für Endkunden. Mit dem Jahrtausendwechsel geriet das Unternehmen in die Krise und verlor zunehmend an Bedeutung. Seit 2006 ist es eine Marke und Slogan des amerikanischen Verlags Houghton Mifflin Harcourt.

## Geschichte
The Learning Company wurde 1980 als Learning Co. von Ann McCormick, Leslie Grimm, Teri Perl, dem Gamedesigner Warren Robinett (u. a. Adventure) und mit finanzieller Unterstützung der National Science Foundation gegründet. Das Unternehmen wollte mit den neuen Möglichkeiten der Heimcomputer Kinder beim Erlernen von Lesen, Rechnen und naturwissenschaftlichen Inhalten unterstützen. 1985 wurde Bill Dinsmore als Geschäftsführer eingestellt. Unter Dinsmore ging das Unternehmen am 28. April 1992 an die Börse. 1995 übernahm das kanadische Unternehmen Softkey TLC für 606 Millionen US-Dollar, das damit den Konkurrenten Brøderbund ausstach. 1996 nahm Softkey selbst den Namen seines Tochterunternehmens an.
Im März 1998 übernahm TLC zunächst für 150 Millionen US-Dollar den Konkurrenten Mindscape von der Pearson-Mediengruppe, im Juni zusätzlich für 420 Millionen Dollar auch Brøderbund. Beide Unternehmen hatten neben der Lernsoftware-Sparte auch Standbeine im Bereich Unterhaltungssoftware. Dazu gehörten etwa die von Brøderbund über das Spielelabel Red Orb Entertainment vertriebenen Spielreihen Prince of Persia und Myst oder das zu Mindscape gehörende Entwicklerstudio Strategic Simulations mit seiner Reihe Panzer General. In einer Umstrukturierung im selben Jahr wurde Brøderbund in TLC integriert und die Computerspielentwicklung an Mindscape ausgelagert.
Im Dezember 1998 wurde TLC selbst vom amerikanischen Spielwarenhersteller Mattel übernommen. TLC galt zu diesem Zeitpunkt als zweitgrößter Anbieter von Anwendungssoftware nach Microsoft. Mattel wollte mit dem Kauf in einen Wachstumsmarkt einsteigen, um den schwächelnden Absatz bei Spielwaren auszugleichen. Bereits zwei Jahre später galt die 3,6 Milliarden US-Dollar schwere Akquise als einer der schlechtesten Übernahmedeals der jüngeren Geschichte. Bereits im Jahr nach der Übernahme häufte TLC Verluste im Wert von 300 Millionen Dollar an und verbrannte laut Analysten im folgenden Jahr pro Tag eine weitere Million Dollar. Die für die Übernahme verantwortliche Mattel-Geschäftsführerin Jill Barad wurde daraufhin entlassen und TLC für 50 Millionen plus ggf. 300 Millionen Dollar an künftiger Erfolgsbeteiligung – weniger als ein Zehntel des ursprünglichen Kaufpreises – an die Gores Technology Group verkauft. Gores veräußerte TLCs Spielesparte an den französischen Publisher Ubisoft, die Lernsoftware-Sparte ging in zwei Tranchen im September 2001 und August 2002 an das irische Unternehmen Riverdeep Interactive Learning.
Riverdeep fusionierte 2006 in einem Reverse Takeover mit dem amerikanischen Verlag Houghton Mifflin, der nach einer weiteren Übernahme als Houghton Mifflin Harcourt firmierte. Unter der neuen Firmierung diente The Learning Company noch bis 2018 als Label für einige Publikationen. Seither wird es nur noch als Slogan für den Mutterkonzern genutzt.

## Bekannte Produktreihen
- Carmen Sandiego
- The Cluefinders
- Mind Power
- Reader Rabbit
- Super Solvers
- Zoombinis